# Turska Republika Sjeverni Cipar
Turska Republika Sjeverni Cipar (turski: Kuzey Kıbrıs Türk Cumhuriyeti) je de facto država, priznata samo od Turske, koja zauzima jednu trećinu otoka Cipra. Dijeli kopnenu granicu samo s međunarodno priznatom državom na Cipru, odnosno Republikom Cipar. Glavni grad službeno je Nikozija (tur. Lefkoşa).
Jedina država koja je službeno priznala Sjeverni Cipar je Turska. Problem statusa ovog teritorija je kamen spoticanja EU, Grčke i Cipra s jedne i Turske s druge strane.

## Zemljopis
Turska Republika Sjeverni Cipar zauzima sjeverni i veći dio istočnog dijela otoka. Ima površinu od 3.355 km² što je oko 37% ukupne površine otoka. No, zbog UN-ove zone razdvajanja ta je površina nešto manja. Poput južnog, i Sjeverni Cipar ima jednu svoju eksklavu, mnogo izoliraniju nego što je to slučaj na južnom dijelu otoka. To je selo Erenköy (Kokkina), koje leži u zaljevu Morphou i deset je kilometara udaljeno od matičnog teritorija.
Administrativno, TRSC je podijeljena u pet okruga:
- Nicosia (turski: Lefkoşa)
- Famagusta (Mağusa)
- Kyrenia (Girne)
- Morphou (Güzelyurt)
- Trikomo (İskele)

## Klima
Klima otoka je tipična mediteranska, s vrućim i suhim ljetima i blagim zimama. Najviše padalina ima u prosincu i siječnju. Najviša temperatura mora dosegne i do 28°C, a ne spušta se ispod 16°C (siječanj i veljača). Snijeg je nepoznanica na Cipru iako temperatura noću zimi može pasti vrlo nisko. 

## Stanovništvo
TRSC ima nešto više od 260,000 stanovnika. Nešto više od polovice su ciparski Turci, a ostatak čine imigranti iz Turske. Na turskom dijelu otoka živi i malen broj ciparskih Grka i Maronita. Velik broj stanovnika iz Sjevernog Cipra je zbog političke situacije nakon 1974. godine emigrirao, većinom u Ujedinjeno Kraljevstvo i Tursku.

## Povijest
Objašnjavanje društvenih i političkih odlika Cipra, nemoguće je bez prethodnog upoznavanja povijesti ovog otoka. Cipar zauzima vrlo povoljan geografski položaj te je zbog toga imao vrlo burnu prošlost. Naime, uvijek je bio zanimljiv većim civilizacijama i državama zbog strateške važnosti na Sredozemlju. Tako je bilo i u davnoj prošlosti, a tako je i danas, pa je tako Cipar kroz povijest prelazio iz ruku jednih osvajača u ruke drugih.

## Politika
Sadašnji predsjednik je Mehmet Ali Talat. Pored njega vladu čini premijer Ferdi Sabit Soyer, te parlament od 50 članova, u kojem većinu ima Turska Republikanska Stranka. Izbori se održavaju svakih 5 godina, a sadašnji predsjednik je 2005. godine na izborima pobijedio Raufa Denktaşa koji je bio predsjednik od samoproglašavanja nezavisnosti 1983. godine.
Vojska TRSC je ustvari vojska Republike Turske, koja se nalazi na otoku od 1974. do danas. Ima oko 30.000 vojnika, koji čuvaju suverenitet ove samoproglašene republike. Jedan od osnovnih zahtjeva ciparskih Grka je taj da se ova vojska povuče, međutim to Turci ne žele.
Službeni jezik je turski. Grčki na ovom dijelu otoka nije poželjno čuti, a naravno isto se odnosi i na turski jezik s druge strane granice.
Ovu državu nije priznala niti jedna država na svijetu izuzev Turske i Autonomne republike Nahičevan, koja je pod suverenitetom Azerbajdžana. Sâm Azerbajdžan ne priznaje ovu samoproglašenu republiku. Inače, Sjeverni Cipar ima međunarodni embargo u političkom, ekonomskom, trgovinskom, prometnom, vojnom, sportskom, kulturnom i svakom drugom pogledu. Ovo je uvjetovano time što se on smatra okupatorom i argresorom na Republiku Cipar, te se smatra njenim dijelom. Tako Sjeverni Cipar uveliko zavisi od Republike Turske, bez koje praktično ne bi opstao. Sve svoje vanjske poslove mora izvršavati preko Turske. No u posljednjih nekoliko godina ova izolacija polako počinje popuštati, pa ova republika počinje sve više samostalno djelovati, iako to još nije ni blizu pravih samostalnih zemalja.

## Zastava
Podloga zastave TRSC je bijela na čijoj podlozi se nalaze dvije vodoravne crvene linije, koje su odvojene od gornjeg i donjeg ruba. Između ovih linija se nalazi crveni polumjesec i zvijezda, simbol islama, koji je službeno državna religija, iako se TRSC deklarira kao sekularna država.

## Promet
Izravni zrakoplovni letovi na TRSC su zabranjeni međunarodnim zakonom. U zračne luke  Geçitkale i Ercan slijeću samo turski i azerbajdžanski zrakoplovi.

## Vanjske poveznice
- Vodič: Turkish Republic of Northern Cyprus na Wikivoyageu
- Službene stranice TRSC  Arhivirana inačica izvorne stranice od 4. studenoga 2017. (Wayback Machine)
- Zypern Times
- Ured predsjednika
- Službena turistička prezentacija  Arhivirana inačica izvorne stranice od 9. svibnja 2008. (Wayback Machine)
- Narodna banka TRSC  Arhivirana inačica izvorne stranice od 27. prosinca 2008. (Wayback Machine)